# Андрущенко Віктор Петрович
Ві́ктор Петро́вич Андру́щенко (нар. 1 січня 1949, Совинка) — український науковець-філософ, доктор філософських наук, професор. Дійсний член (академік) НАПН України, член-кореспондент НАН України, заслужений діяч науки і техніки України, академік АН ВШ України, лауреат Державної премії України в галузі науки і техніки, ректор Українського державного університету імені Михайла Драгоманова (з 2003 року).

## Біографія
Народився 1 січня 1949 року в с. Совинка Конотопського району Сумської області в сім'ї вчителів. Українець.
Закінчив філософський факультет Київського національного університету імені Тараса Шевченка. Філософ, викладач філософських дисциплін. Учень, зокрема, професора Володимира Дмитриченка.

## Наукова діяльність, погляди
Наукові дослідження В. Андрущенко розпочав із студентської лави. За наукову розробку «Співвідношення понять „людина“, „індивід“, „особистість“ та „індивідуальність“», оприлюднену на «Днях науки філософського факультету університету імені Тараса Шевченка» (1975 р.) отримав першу премію Наукового товариства філософського факультету. Пізніше ця розробка лягла в основу випускної дипломної роботи, а ще пізніше (з незначним доопрацюванням) — ввійшла у перший розділ кандидатської дисертації.
В період з 1975 по 1990 рр. наукові дослідження В. Андрущенко здійснював з позицій марксистсько-ленінської методології і світогляду. Першою самостійною й серйозною роботою стала монографія «Людина в системі культури розвинутого соціалізму» (1984), підготовлена за результатами наукових досліджень 1978—1974 рр. Частково до книги ввійшли матеріали кандидатської дисертації «Основні закономірності соціалізації особистості при соціалізмі», захищеної у 1979 р. В цій книзі викристалізувалось коло наукових інтересів і проблематика, на якій було зосереджена увага протягом наступних років: людина — культура — виховання особистості. Пізніше до цього кола додалась «ідеологія».
Друга книга — «Ідеологічна ефективність культури» (1988 р.) з передмовою відомого вченого Ю. Лукінова — зосереджувалась на колі питань, пов'язаних із впливом культури на ідеологію і навпаки. У вузькому розумінні, у дослідженні мова йшла про роль  ідеології у розвитку культури і особистості; в широкому — про значення ідеології в системі культури (і в суспільному житті) загалом. Автор намагався показати, що саме ідеологія є тією домінантою, яка, «фільтруючи» основні суспільні та індивідуальні цінності, визначає напрями розвитку культури і особистості, обумовлює свідомість і поведінку, культуротворчу діяльність людей, впливає на історичний перебіг подій. В. Андрущенко стверджував, що в залежності від змісту ідеології (це залежить від інтересів її провідного суб'єкта), на хід історії і культуру вона може здійснювати позитивний, негативний або суперечливий вплив; що через систему відповідних вимірів (критеріїв і показників) цей вплив можна визначити; що ним (цим впливом) можна керувати (управляти) якщо й не однозначно, то у всякому разі в його принципових значеннях. Автор показав негативну роль ідеологізації культури, обгрунтував напрями її деідеологізації. 
З точки зору тодішньої філософської науки і соціальної практики, така постановка питання була новою й сприймалась не всіма і не відразу. В країні все більш інтенсивно розгорталась перебудова. Переосмислювались принципові підвалини соціалістичного способу життя, домінуючої в ньому ідеології. Ідеологічна проблематика перемістилась в епіцентр суспільного і наукового життя держави. Книга та побудована на її основі докторська дисертація зацікавили наукову громадськість. Навколо них точились як наукові, так і політичні дискусії.
Після захисту дисертації інтереси автора зосередились на концептуальному переосмисленні «історичного матеріалізму» й наближенні до основ «соціальної філософії». Результатом теоретичних напрацювань 1991—1994 рр. років стали видання першого в Україні і країнах постсоціалістичного простору навчального посібника «Сучасна соціальна філософія». Т. 1-2 (1994 р.,) і науково-публіцистична праця «Біловіжжя. Л. Кравчук. Україна 1991—1995.» (1996 р.). Обидві роботи підготовлені у співавторстві з М. Михальченком. Ці книги принесли авторам визнання як провідним науковцям України в царині соціальної філософії і політології; завдяки ним В. Андрущенко і М. Михальченко стали відомими й за межами України.
Автори стверджували, що принципові відмінності між колишнім «істматом», який вилучався з навчальних курсів і «соціальною філософією», яка впроваджувалась на його заміну, полягали у трактуванні основного питання філософії, сенсу історії, рушійних сил суспільного поступу та його механізмів (революції й еволюції), ролі держави, приватної власності, демократичних форм правління тощо. На противагу «істмату» (як соціальній теорії пролетаріату, з її принципом партійності, формаційним поділом історії, ідеєю соціалістичної революції і диктатури пролетаріату), «соціальна філософія» вибудовувалась як загально-цивілізаційна теорія, що базується на факторному аналізі суспільства, еволюційному розвитку історії, плюралізмі форм власності, демократичних формах правління, творчій праці й толерантності щодо інших доктрин і поглядів. Автори повернули соціальній теорії її основне питання — проблему людини, сенсу, призначення і способу її буття в світі.
До курсу соціальної філософії були введені такі нові (або подавались в новій інтерпретації) теми, як «Історична генеза предмету соціальної філософії в історії філософії», «Соціальні конфлікти, процеси та переміщення»; «Регулятивні механізми функціонування та розвитку соціуму»; «Духовна культура та ідеологія»; «Сенс історії», «Єдність та багатовекторність світової динаміки» тощо.
Деідеологізований виклад отримали вчення ряду видатних філософських постатей, зокрема, Ф. Ніцше, П. Сорокіна, Дж. А. Тойнбі та ін. З урахуванням наукових напрацювань світової соціальної думки, переосмислювались статус і роль держави, джерел і механізмів світової динаміки, факторів суспільного розвитку тощо. Посібник започаткував перехід до нової — плюральної — методології соціального пізнання. Посібник позитивно сприймався як студентським, так і науковим загалом.
Не менший резонанс мала в українському суспільстві й книга «Біловіжжя. Леонід Кравчук. Україна 1991—1995». Вона презентувала одну з перших спроб осмислення першого п'ятиріччя новітньої української історії, її дійових осіб і виконавців, становлення незалежності і перших реформаторських кроків по її утвердженню. На багатому фактичному матеріалі в книзі переосмислювалась особистість і політична діяльність першого Президента України Л. М. Кравчука, інших дійових осіб української політики, перші кроки України як незалежної держави. З повагою сприйняв книгу її основний герой — Л. М. Кравчук. На її презентації він зазначив, що авторську точку зору він поважає, хоча з деякими оцінками міг би й полемізувати. Книга стала однією з перших фундаментальних робіт, де в узагальненому вигляді здійснена оцінка успіхів і суперечностей початку державотворчого процесу в Україні.
У 2000 році було видано підручник В. Андрущенка «Історія соціальної філософії. Західноєвропейський контекст», в якому було запропоновано парадигмальну модель розвитку історії соціально-філософської думки. Автор відійшов від загальноприйнятого в марксистсько-ленінській філософії поділу філософів на «матеріалістів» та «ідеалістів», від традиційної установки про те, що в царині соціальних наук «всі домарксистські мислителі були ідеалістами», спробував прослідкувати спадкоємність (і розбіжність) поглядів мислителів різних часів і народів на природу соціального як такого. Нове прочитання першоджерел — від Конфуція і Платона до Арона і Габермаса — дозволило висунути гіпотезу, що філософи різних часів і народів намагались проникнути в «таїнство соціального» (Франк), а своєю колективною творчою енергією привідкривали його суть і формовияви на кожному новому повороті історії. І хоча «соціальне» є історично змінним, «таїнство» — як остов — залишалось. Автором доведено, що його основу складають три основні проблеми: а) проблема типу (форми) власності, б) проблема організації влади і в) проблема самореалізації особистості. Кожен з великих філософів намагався розв'язати ці проблеми згідно з обставинами свого часу, досвідом історії і можливостями епохи, разом же вони формували цивілізаційний досвід людства щодо організації людства, який і належало вивчати кожному новому поколінню. Підручник отримав першу премію Академії педагогічних наук України 2000 року.
Авторським колективом харківських і київських вчених під керівництвом і за участю В. Андрущенка були підготовлені і видані підручники «Соціологія. Наука про суспільство», «Політологія. Наука про політику», «Філософія», «Соціальна філософія», а також «Короткий енциклопедичний словник з соціальної філософії». Зазначені видання сформували своєрідний фундамент «критичної маси» новітнього філософського знання, яка забезпечила реалізацію Концепції гуманітарної освіти, розробленої під керівництвом В. Андрущенка, й затвердженої Міністерством освіти у 1996 році.
Етапними у творчому доробку вченого стали фундаментальні колективні наукові праці, написані й видані авторськими колективами під керівництвом і за участю В. Андрущенка: «Соціальна робота» (т. 1-8, 2000—2002 рр.) та «Філософія політики» (т. 1-6), 2002—2003). Перша з них присвячена аналізові сутності, напрямів реалізації та форм соціальної роботи, її психології, технології, методики. Друга — філософській рефлексії феномена політики. Обидві розробки підготовлені і видані вперше.
Особливе місце серед багатогранної наукової тематики, на якій зосереджується науковий інтерес В. Андрущенка, займає комплексна проблема філософії, змісту та модернізації освіти. Її освоєнню присвячені колективна праця за участю В. Андрущенка «Науково-освітній потенціал нації» (кн. 1-3 (2002 р.), монографія «Роздуми про освіту» (2004), цикл статей, опублікованих в часописах «Практична філософія», «Вища освіта України», «Новий колегіум», «Директор школи» та ін.
Автор доводить, що в умовах становлення інформаційного суспільства та глобалізації інтелект (наука і освіта) поступово утверджується як стратегічний чинник суспільного поступу, показник майбутніх прогресивних суспільних зрушень, критерій, за яким слідує новий глобальний перерозподіл світу, змінюється роль країн і народів в системі світової динаміки. Згідно з розвитком інтелекту та його практичною спроможністю на передній план мають вийти народи, здатні до створення і використання високих технологій. З другого боку, перед народами, наука і освіта яких знаходиться в занедбаному стані, постає реальна загроза перетворення в пасивного споживача історії або ж асиміляції в інтелектуально більш розвинуті спільності. У цьому контексті В. Андрущенком проаналізовані реальні можливості інтелектуального розвитку українського народу, держави і культури, присутності України в європейському і світовому геополітичному просторі, зрощування її конкурентноздатності на основі розвитку науки і освіти. Автором виявлені і проаналізовані головні тенденції розвитку освіти, шляхи та чинники її модернізації згідно з внутрішніми потребами та вимогами Болонського процесу. Практичні рекомендації, сформовані В. Андрущенком на цій науковій базі, були покладені в основу Національної доктрини розвитку освіти України у XXI столітті, схваленої 2-м Всеукраїнським з'їздом працівників освіти і затвердженої Указом Президента України як стратегічний документ державної освітньої політики.
Серйозним науково-педагогічним доробком В. Андрущенка став підручник з філософії для учнів старших класів загальноосвітніх шкіл, ліцеїв і гімназій «Вступ до філософії. Великі філософи» (Київ-Харків, 2004 р.). Підготовлений як книга для читання, підручник вводить учнівську молодь у великий і розмаїтий світ філософсько-світоглядної культури, категорійний контекст еволюції людської мудрості, в процес пошуку істини, добра і справедливості, осягнення вічного таїнства людського буття і історичному просторі і часі. Подібна праця виконана в українському навчальному просторі вперше.
На сьогодні дослідження, що реалізуються в межах наукової школи В. Андрущенка, концентруються на проблемах філософії освіти, модернізації української освіти в контексті вимог Болонського процесу; стратегії розвитку вищої педагогічної освіти та підготовки вчителя в умовах демократичних та ринкових перетворень, глобалізації та становлення інформаційного суспільства; світоглядної проблематики, соціокультурних орієнтацій та виховання студентської молоді; трансформації гуманітарної освіти; стратегічних питаннях державної освітньої політики, зокрема, статусу, глобальних цінностей і функцій освіти в системі суспільної організації та самоорганізації. Знаковими в цьому плані є індивідуальні монографії В. Андрущенка «Роздуми про освіту» (2004, 2008, 2011), «Світанок Європи. Підготовка нового вчителя для об’єднаної Європи ХХІ століття» (2011),  «Феномен освіти (т. 1-5, 2020), заснування наукового часописів «Вища освіта України» (1999), «Філософія освіти» (2003), та міжнародного часопису «Європейські педагогічні студії» (2004),   створення відповідної кафедри в університеті імені Михайла Драгоманова, ініціював  введення в перелік нових науково-навчальних напрямів спеціальності «філософія освіти».
Помітною подією в науці та політичному житті країни стала публікація книги В. Андрущенка «Організоване суспільство» (т. 1, 2. 2018 р.). Автором розроблена оригінальна модель політичної організації транзитного суспільства, переходу від тоталітаризму до демократії, вульгарно-планової економіки до ринкової, від тотальної ідеологізації до ідеологічного плюралізму і духовної свободи суспільства і особистості. Книга видана українською, англійською та польською мовами.
Знаковими, далі, стали опубліковані В. Андрущенком історіософські монографії «У пошуках свободи» (2023) та «Просвітницька одіссея розуму» (2025),  низка статей присвячених розвінчуванню соціальної теорії марксизму, обгрунтуванню шляхів остаточного звільнення від радянщини,  очищення  (й захисту суспільства) від злоякісної гібридної рашиської пропаганди, модернізації української освіти в період війни та післявоєнного розвитку на засадах миролюбства, демократії, солідарності і співпраці. Автор пропонує й обстоює оригінальну модель «розумної освіти» й нового просвітництва для України та країн Європейського простору.  Ряд робіт В. Андрущенка опубліковані англійською, польською, німецькою мовами.       
У 1979 р. В. Андрущенко захистив кандидатську, а в 1991 р. — докторську дисертацію; у 1999 р. він був обраний членом-кореспондентом, а в 2003 р — дійсним членом Національної академії педагогічних наук України; у 1986 р. йому присвоєно вчене звання доцента, а у 1992 р. — професора. В. Андрущенко створив потужну наукову школу в межах якої (й за його керівництво, науковим консультуванням і сприянням В. Андрущенка підготовлено 65  кандидатів і 56 докторів наук.
Більше десяти років В. Андрущенко очолював експертну раду ВАК України з філософії, політології та соціології.
В. Андрущенко є академіком (дійсним членом) декількох громадських академій; першим віце-президентом Української академії політичних наук; Президентом Асоціації ректорів педагогічних університетів України, членом Української ради миру, членом Спілки письменників України, почесним доктором «Honoris cauze» 15 університетів України, Європи і світу. Його ім’я внесено до списку кращих ректорів Європи і світу.
Як ректор, В. Андрущенко ініціював, організував дослідження та відновлення дійсної історії Драгоманівського університету, сприяв розвиткові його наукових шкіл, заснуванню низки предметних наукових часописів, введенню таких навчальних напрямів, як соціальна філософія, освітня політика, екологія, інклюзивна освіта, державне управління та ін.
В. Андрущенко активно співпрацює з молоддю. Він  є Головою Наглядової Ради Всеукраїнської молодіжної громадської організації «Союз обдарованої молоді».

## Основні праці
В. Андрущенко є автором близько 900 наукових праць, серед яких близько 75 індивідуальних та колективних монографій, підручників, навчальних посібників для студентів вищих навчальних закладів.
Загальне визнання отримали книги:
·  Сучасна соціальна філософія. К., 1996 (у співавторстві з М. Михальченком);
·  Історія соціальної філософії. К., 2000;
·  Культура. Ідеологія. Особистість. К., 2002 (у співав. з М. Михальченком та Л. Губерським);
·  Соціальна робота т. 1-8 (у співав.). К, 2002
·  Інтелектуальний потенціал нації: погляд у XXI століття. Т.1-3 (у співавторстві);
·  Беловежье. Украина 1991—1995. Леонид Кравчук. К., 1996 (у співавторстві з М. Михальченком);
·  Роздуми про освіту. К., 2004.
·  Вступ до філософії. Великі філософи. Харків, 2004.
·  Соціальна робота: Навчально-методичний комплекс / За ред. В. П. Андрущенко, О. Г. Карпенко, С. В. Толстоухової. К., 2006.
·  Організоване суспільство. Т. 1-2, К, 2012.
·  Світанок Європи. К., 2018.
·  Феномен освіти. – Т. 1 – 5. 20
·  У пошуках свободи. К., 2023
-  Просвітницька одіссея розуму. К., 2025.

## Нагороди, почесні відзнаки
- Орден князя Ярослава Мудрого V ступеня (4 жовтня 2015) — за значний особистий внесок у розвиток національної освіти, підготовку кваліфікованих фахівців, багаторічну плідну педагогічну діяльність та високий професіоналізм[2];
- Орден «За заслуги» (І ступінь — 2010[3], ІІ — 2008[4], ІІІ — 2003);
- Заслужений діяч науки і техніки України (3 жовтня 1997) — за вагомий особистий внесок у розвиток національної освіти, впровадження сучасних методів навчання і виховання молоді[5];
- Державна премія України в галузі освіти 2013 року — у номінації «наукові досягнення в галузі освіти» за цикл наукових праць «Філософія освіти: пошук пріоритетів» (у складі колективу)[6];
- Лауреат державної премії з науки і техніки 2017 р. за роботу «Цивілізаційний вибір України і соціальний прогрес»[7]
- Почесна грамота Верховної Ради України (2002, 2003 рр.);
- Лауреат премії НАН України імені Д. І. Чижевського (2003).
- Нагрудний знак «Знак Пошани» Київського міського голови, ордени і медалі церковних (духовних) та громадських організацій (Хрест Пошани «Князь Святослав», «За розбудову освіти», «За заслуги. Орден Нестора Літописця ІІІ ступеня», Орден святого рівноапостольного князя Володимира ІІІ ступеня);
- Почесні грамоти Міністерства освіти і науки, Міністерства внутрішніх справ України, Академії педагогічних наук України, Державного комітету у справах молоді та туризму, Всеукраїнського товариства «Просвіта» ім. Тараса Шевченка, Товариства «Знання України».
- Почесний громадянин міста Лубни (2006 р.).
- Орден Крила Святого Михаїла (Гранд-офіцер, 2020 р.).